# Сделка века «газ — трубы»
Сделка века «газ — трубы», контракт века «газ — трубы» — долгосрочное соглашение (международный контракт) 1970 года между Советским Союзом и Федеративной Республикой Германии о поставке в СССР труб большого диаметра и другого оборудования для строительства газопровода в Западную Европу с платой за поставленные трубы и оборудование газом с месторождений Западной Сибири.
Получило такое название из-за того, что явилось самым крупным за всю историю советско-германских/российско-германских и советско-европейских/российско-европейских соглашений, предполагающим сотрудничество в течение многих десятилетий.

## Предыстория
Западногерманские промышленники и предприниматели ещё с начала 1950-х годов предлагали активнее работать на восточных рынках. В 1952 году был создан Восточный комитет немецкой экономики, в который вошли руководители Федерального союза германской промышленности, Deutsche Bank, концерна Krupp и многих других. Глава металлургической компании «Otto Wolff» и председатель этого комитета Отто Вольф фон Амеронген в 1955 году стремился убедить власти ФРГ в необходимости установления дипломатических отношений с Советским Союзом.
В сентябре 1955 года состоялся визит канцлера ФРГ Конрада Аденауэра в Москву, который положил начало дипломатическим отношениям между Москвой и Бонном. Установление дипломатических отношений стало первым крупным шагом в направлении полномасштабного экономического сотрудничества. Тогда впервые на повестке дня возник вопрос о трубах.
В 1960 году было подписано долгосрочное соглашение между советскими внешнеторговыми организациями и немецкими фирмами на поставку труб большого диаметра. Канцлер Аденауэр вначале не препятствовал контрактам, но позднее наложил на них запрет, заявив 11 апреля 1963 года, что осуществление заказа «угрожает безопасности ФРГ». Правительство ФРГ, следуя рекомендациям КОКОМ, ссылалось и на «интересы безопасности союзников». Кредитование сделок прекратилось. В результате запрета на экспорт труб большого диаметра, только концерн «Маннесман» потерял от 80 до 100 млн марок. Аналогичные убытки понесла фирма «Крупп».
Запрет на поставки труб в СССР вызвал резко отрицательную реакцию у элиты западногерманского бизнеса и обсуждался в бундестаге. Из-за проблем с восточной торговлей часть западногерманского делового мира дистанцировалась от ХДС/ХСС. Это привело к определённым политическим изменениям. Начиная с 1966 года правым пришлось делить власть с социал-демократами и свободными демократами. А осенью 1969 года в ФРГ впервые было сформировано правительство без участия христианских демократов, которое возглавили федеральный канцлер социал-демократ Вилли Брандт и министр иностранных дел свободный демократ Вальтер Шеель. Началась эра новой восточной политики.

## Контракт века
Идея долгосрочного экономического сотрудничества, как показывает анализ предшествующих событий, имела долгую историю, в которой были подъёмы и спады.
В 1965 году создаётся Министерство газовой промышленности СССР.
В 1966 г. в Западной Сибири было открыто супергигантское Уренгойское газовое месторождение, и стало понятно, что СССР располагает огромными запасами природного газа, для освоения которых требовались крупные капитальные затраты на протяжении длительного времени.
В июне 1965 года министр внешней торговли Патоличев провёл предварительные переговоры с вице-президентом итальянской нефтегазовой компании Eni Э. Чефисом о строительстве Трансавстрийского газопровода (TAG). В 1966 году переговорный процесс между Советским Союзом и Италией интенсифицировался. 
Неизбежное заключение сделки между ENI и СССР по строительству газопровода TAG заставило правительство Западной Германии принять запоздалое решение о присоединении к остальной Европе в противостоянии американским распоряжениям. В ноябре 1966 года посол ФРГ в СССР Г. Ф. Вальтер обратился в Министерство внешней торговли с просьбой выяснить, может ли Западная Германия получать долю в поставках газа, который будет направляться через Австрию в Италию. 
В 1966 г. в Кремле стали думать об экспорте советского газа в Западную Европу.
В ноябре 1967 года в повестку заседания Политбюро был внесён вопрос о возможности предварительных переговоров с фирмами ФРГ по вопросу продажи советского природного газа в ФРГ и поставки на условиях кредита труб, оборудования и материалов для газовой промышленности СССР. Но решение было отложено.
В 1968 году советско-западногерманские отношения несколько ухудшились из-за вторжения в Чехословакию.
Новый импульс развитию германо-советских экономических отношений придал пограничный конфликт на острове Даманском. Советский посол оперативно проинформировал канцлера ФРГ Курта Кизингера об этом военном конфликте с Китаем, послужившим "катализатором" новой западногерманской политики СССР.
Весной 1969 года министр внешней торговли СССР Н. С. Патоличев посетил Ганноверскую промышленную выставку (26 апреля — 4 мая) и встретился с министром экономики ФРГ К. Шиллером (28 апреля). Именно в ходе этого визита было озвучено предложение Москвы начать трубопроводные поставки сырой нефти и природного газа в Западную Германию.
15 мая 1969 года на заседании Политбюро ЦК КПСС был рассмотрен и принят «Доклад МИД СССР по внешнеполитическим вопросам и соображениям о возможных мероприятиях в связи с усилением враждебного Советскому Союзу курса китайского руководства». Авторы доклада отмечали, что «ввиду авантюристического курса группы Мао Цзэ-Дуна на первый план практически выдвигается опасность со стороны Китая», и предлагали меры для предотвращения войны СССР на два фронта:
Всё большее значение приобретает развитие торгово-экономических и научно-технических связей с западноевропейскими странами как на двусторонней, так и на общеевропейской основе. В этом плане заслуживает серьезного рассмотрения и соответствующей практической работы проект создания трансъевропейского газопровода для поставки советского газа на запад Европы. Осуществление проектов общеевропейского значения, естественно, с должным учётом наших материальных возможностей было бы важно, помимо прямых экономических выгод, которые нам это даёт, для закрепления положительных моментов в политике некоторых западноевропейских стран.
22 мая 1969 г. министр иностранных дел СССР А. Громыко официально предложил немцам идею контракта «газ-трубы». Реакция официального Бонна тогда ещё была скептической.
Но в предпринимательских кругах ФРГ идея получила поддержку: в июле 1969 года в Вене прошли первые переговоры между Ruhrgas и «Союзнефтеэкспортом». 
Осенью стороны парафировали базовые документы. 
В переговорах участвовал также министр экономики Баварии Отто Шедль: эта земля была особенно заинтересована в дешёвом советском газе, поскольку получаемый ею газ из Голландии обходился дороже, чем землям северной Германии. 
В конце 1969 года МИД СССР направил в ЦК КПСС записку «О политической линии и некоторых практических шагах СССР в связи с образованием в ФРГ правительства В. Брандта», которая была рассмотрена и одобрена на заседании ЦК КПСС 1 декабря 1969 года. В записке отмечалось:
Западногерманская промышленность проявляет интерес к получению из Советского Союза определённых видов сырья и полуфабрикатов, а также к техническому опыту в целях укрепления своих позиций в борьбе с американскими, английскими, французскими и японскими конкурентами... Важное значение может иметь достижение договорённости о поставках в ФРГ советского природного газа. Речь идёт о заключении контракта, который действовал бы в течение двух десятков лет и поставил бы до известной степени в зависимость от Советского Союза такую важнейшую сферу народного хозяйства ФРГ, как энергетика. С поставками Советского Союза будет связана также перестройка некоторых отраслей химической промышленности ФРГ на новые источники сырья, что потребует крупных инвестиций. Вследствие этого западногерманские монополистические круги, которые получат выгоды от газового контракта (мощные объединения "Рургаз", "Тиссен", "Маннесман" и др.), будут, видимо, оказывать на боннское правительство воздействие в плане удержания от шагов, заключающих в себе опасность обострения отношений с Советским Союзом.
Переговоры проходили в течение девяти месяцев попеременно в Вене, Москве, Эссене, Кёльне и завершились заключением 1 февраля 1970 года в конференц-зале эссенского отеля «Кайзерхоф» соглашения между Внешнеторговым объединением «Союзнефтеэкспорт» МВТ СССР и «Рургаз АГ», подписанного министром внешней торговли Николаем Патоличевым и министром экономики ФРГ профессором Карлом Шиллером, о поставке природного газа из СССР в Западную Германию. Соглашение предусматривало поставку в ФРГ в течение 20 лет природного газа в количестве не меньше 52,5 млрд кубометров начиная с октября 1973 года.
Одновременно западногерманские фирмы «Маннесман» и «Тиссен» подписали отдельное соглашение на поставку 1,2 млн тонн труб большого диаметра для газопроводов в СССР. Финансовые гарантии сделки были прописаны в соглашении между Внешторгбанком СССР и консорциумом семнадцати западногерманских банков во главе с «Дойче банком», открывшим кредитную линию 1,2 млрд марок со сроком погашения 12 лет (до 30 сентября 1982 года). Процент по кредиту составлял  всего 6.25%, что было ниже рыночного уровня.
В рамках контракта века «газ-трубы» трубы для магистральных газопроводов большого диаметра (1420 мм) ещё с 1960-х годов поставлялись немецкой фирмой Маннесман, и до конца 80-х годов доля концерна «Маннесман» в общем объёме поставляемых труб, как правило, не падала ниже 40 %.
ФРГ настояла на том, чтобы газопроводы не проходили через ГДР (а через ЧССР).
Транзитный газопровод «СССР—Западная Европа» в ЧССР был построен в 1972 году. 
Трубопровод из Западной Украины достигает ЧССР в районе Велке Капушаны и следует далее по трубам диаметром 1200 мм протяженностью 400 километров через Яблонец. Там газопровод (700 мм) разветвляется - одна его нитка идет в Австрию, а другая в Италию. Главная газотранспортная артерия (900 мм) длиной в 300 километров проходит через Ционице, где раздваивается на 160-километровую нитку в ФРГ и 110-километровый отрезок в ГДР.
Советский газ пришёл в ФРГ в начале мирового нефтяного кризиса. 
1 октября 1973 года в небольшом баварском городе Вайдхаузе состоялись торжества по случаю поступления природного газа из СССР в ФРГ. На открытие нового газопровода СССР-ФРГ прибыла советская правительственная делегация во главе с министром газовой промышленности СССР С.А. Оруджевым. Выступая перед собравшимися, С.А. Оруджев сказал, что ввод в эксплуатацию газопровода СССР-ФРГ является наглядным примером практического претворения в жизнь достигнутых договоренностей между Генеральным секретарем ЦК КПСС Л.И.Брежневым и Федеральным канцлером В.Брандтом.
Поначалу советский газ в ФРГ поступал с месторождений в Западной Украине. Позже к газопроводу были подключены месторождения в Западной Сибири.

## Последующие договоры
Благодаря этому товарообменному контракту века была заложена схема сотрудничества «инфраструктура и деньги в обмен на газ». 
«Сделка века» стала началом целой системы долгосрочных контрактов, подписанных в 1970, 1972 и 1974 годах. Они предусматривали поставки из СССР в ФРГ 11-12 млрд кубометров ежегодно газа до 2000 года, в том числе 700 млн кубометров газа для Западного Берлина. 
В 1974 году Советский Союз предложил построить четыре атомных электростанции, которые должны были снабжать электричеством Западный Берлин и ФРГ. Но проект потерпел крах.
В 1975 году был подписан трёхсторонний контракт между ФРГ, СССР и Ираном, по которому Иран должен был поставлять в СССР 13 млрд. кубометров газа ежегодно, а СССР поставлял бы в ФРГ 10 млрд. кубометров газа. Однако после свержения шаха Пехлеви эта сделка рассыпалась.
В 1981 году был подписан ещё один газовый контракт с ФРГ, действительный до 2008 года. Впоследствии, годовой объём вырос до 22-23 млрд кубометров газа.
В ходе реализации этих контрактов построены газопроводы Оренбург — Западная граница (1979), Уренгой — Помары — Ужгород (1983) и Ямбург — Западная граница (1986).
«Сделку века» нужно рассматривать в широком контексте экспансии СССР на западноевропейский газовый рынок: в это время «Союзнефтеэкспорт» заключил долгосрочные договора на поставку советского газа в Австрию (1 июня 1968 года), Италию (10 декабря 1969 года) на схожих условиях (кредит 200 млн долл. для покупки у итальянских компаний труб и оборудования для газовой промышленности), Финляндию (1971), Францию (1975). 
Однако попытки брежневского СССР договориться об экспорте газа в Японию и США (проект «Северная звезда») не имели успеха.

## Высказывания по поводу сделки «газ-трубы»
Сделка вызвала неоднозначную реакцию в мире. Ниже приводятся высказывания по поводу заключённой сделки.

### Представители СССР
- Николай Комаров, в 70-е годы первый заместитель министра внешней торговли:

«Пробивать эту идею и не надо было, политических проблем не возникало, все были заинтересованы, „наверху“ согласовали довольно быстро. Если и были проблемы, то уже потом, в процессе строительства, только практического характера — сроки поставок, координация строительных работ с партнёрами по СЭВ. Политических проблем не было».
- Валентин Александров, в 70-е — начале 80-х годов помощник председателя Совета министров РСФСР:

«С нашей стороны у истоков сделки стояло экономическое ядро правительства — прежде всего Министерства нефтяной и газовой промышленности и внешней торговли.

Личная заслуга в её реализации безусловно принадлежит двум людям — нефтегазовому министру Борису Щербине и главе Внешторга Николаю Патоличеву. Поддерживали „газ-трубы“ председатель Госплана Байбаков и премьер Косыгин. Но ни Совмин, ни Госплан принять такое решение не могли, требовалась санкция высшего политического руководства — Политбюро ЦК КПСС».
- Юрий Андропов на Пленуме ЦК КПСС 27 апреля 1973 г. сказал:

В полном соответствии с ленинским учением Политбюро Центрального Комитета нашей партии учитывает в своей политике также обострение межимпериалистических противоречий. Если нам удалось добиться серьезных сдвигов в отношениях с США, Западной Германией, Францией, а также Японией, то немалую роль здесь сыграло умелое использование Политбюро этого фактора. В борьбе за мир наша страна имеет могучего союзника — широкие массы трудящихся во всем мире, которые не хотят войны. Правящие круги капиталистических стран вынуждены с этим считаться. Тот же Брандт или Никсон понимают, что если не они, то кто-нибудь другой, даже из оппозиции, может при известных условиях использовать так называемую восточную карту в погоне за голосами избирателей, в борьбе за власть. Тем более, что к развитию сотрудничества с Советским Союзом, особенно в экономической и научно-технической области, капиталистические страны подталкивают и их прямые национальные интересы.
- По свидетельству Анатолия Черняева сделка вызвала недовольство в партаппарате: «распродают богатства страны», «что мы сами что-ль не можем овладеть своими кладовыми», «талантами что ли иссякли». В частности, профессор Ковалёв, заведующий кафедрой научного коммунизма МГУ сетовал: Как же так получается? Конечно, мир это хорошо. Ленин тоже был за мир. Но ведь вот мы заключаем экономические соглашения с капитализмом на 30-50 лет... Подводим материальную структуру под мирные отношения. А вместе с тем и повязываемся накрепко с капиталистами. И помогаем им выходить из кризисов и т.п. Значит, мы исходим из того, что 30-50 лет там никакой революции не будет? Как же нам теперь преподавать научный коммунизм, говорить об умирающем капитализме?[36]

- Свидетельство Черняева подтверждает американский профессор-советолог Анджела Стент[37]:

...были в советской экономической и политической иерархии те, кто выступал против расширения экономических контактов с Западом и с ФРГ в частности. Как и их западногерманские коллеги, эти противники расширения советско-западногерманской торговли возражали прежде всего с политической точки зрения. 
Для СССР лучше было бы не слишком связываться экономически с Западом, потому что это могло иметь нежелательные политические последствия и привести к опасной зависимости. Торговый поток может также привести к нежелательному потоку идей, подвергающих советских граждан воздействию западной пропаганды. 
Эти противники торговли находили своих представителей среди тех советских писателей, которые неоднократно предупреждали об опасности западногерманского монополистического капитализма и реваншизма, даже после заключения договора.

### Представители ФРГ
- Адвокат Эберхард Кранц, представлявший Ruhrgas на всех важнейших переговорах, вспоминал:

Разумеется, по тем временам частная компания Ruhrgas не могла просто так, без оглядки на все происходившее вокруг, заявить, что мы намерены в широком масштабе закупать газ у Советов. Но это соглашение, невзирая на заявления некоторых его противников или просто пессимистов, гармонично вписывалось в тогдашний политический ландшафт ФРГ. Во время наших бесед и переговоров с советскими партнёрами мы не ощущали противоречий между двумя политическими системами. Речь шла о деле, и оно было для представителей обеих сторон превыше всего.
- Отто Вольф фон Амеронген, в 1952—2000 годах председатель Восточного комитета немецкой экономики:

В федеральном правительстве Западной Германии были те, кого не слишком воодушевляли перспективы расширения торговли с СССР в области природного газа. Даже Людвиг Эрхард, прекрасно понимавший значение восточного рынка, говорил мне: "Газопровод — это прекрасно, но мы же находимся в состоянии холодной войны. Убедил его простой аргумент: «Если нам удастся это, — говорил я, — если мы соединимся друг с другом газопроводом, то в Советском Союзе политическая картина будет меняться в лучшую сторону. Это будет намного больше, чем только продажа труб или закупка газа.
- Отто Вольф фон Амеронген:

Американцы испытывали просто панический страх перед перспективой взаимозависимости немцев, их союзников по НАТО, и русских, потенциальных противников. Аргументы были иногда совершенно абсурдными. На полном серьезе утверждалось, например, что в случае военных действий трубопроводы из СССР на Запад могли бы обеспечить снабжение советской армии горючим. Представьте себе: заправлять русские танки прямо из газопроводов!
Аргументы политиков были смесью инстинктивного страха, сознательной враждебности и полного неведения относительно экономического будущего Европы. Профессионалы в Америке оценивали ситуацию иначе. В те годы я был членом правления крупнейшей нефтяной компании Exxon Corporation, и мы, конечно, обсуждали последствия широкомасштабных закупок советского газа.

Нефтяные короли сказали мне: «Действуй, Отто, не обращай внимания на Вашингтон». Дескать, у парней в Белом Доме свой бизнес, а у нас с тобой — свой. Они, как и мы, были убеждены, что политическая риторика — это чепуха. А газопровод через континент — это, если хотите, инструмент, привязывающий не только нас к советским поставкам, но и, наоборот, ставящий их „кран“ в зависимость от Запада.
- Андреас Майер-Ландрут, в 80-е годы посол ФРГ в СССР:

Американцы были очень заинтересованы в эмбарго против Советского Союза. При этом интересно, что американское лобби по экспорту зерна в 1981 году добилось-таки от Рейгана исключительного права на экспорт зерна в СССР, а бизнесмен Арманд Хаммер получил разрешение на поставки удобрений. На Германию оказывалось давление с целью добиться отказа от сделки „газ-трубы“, но Бонн твердо стоял на позиции, что этот договор был заключен раньше, и поэтому не подлежит эмбарго.

### Представители других стран
Известно, что лидер ГДР Вальтер Ульбрихт противился сближению СССР с ФРГ. В 1971 году он был вынужден уйти в отставку под давлением Брежнева
Руководитель Албании Энвер Ходжа в своей статье 28 августа 1969 г. отмечал стратегический смысл сделки:
Между тем было заключено соглашение о совместном производстве широких труб, на осуществление которого будет израсходована колоссальная сумма в один миллиард марок. В свою очередь советская сторона готова продолжать сооружение нефте- и газопровода «Дружба» (который когда-то был предназначен только для Германской Демократической Республики, Польши, Чехословакии и Венгрии) до глубины Западной Германии, чтобы дешево продавать немецким капиталистам советскую нефть и газ. <...> эта политическая концепция советских ревизионистов является порождением их контрреволюционной стратегии ложного мира в Европе и настоящей войны в Азии, надежного тыла в Европе и свободных рук в Азии с целью подавления революционной борьбы народов во всем мире.
В другой статье от 11 января 1970 г. Энвер Ходжа указывал последствия для ГДР:
Правительство Брандта охотно дало свое согласие на заключение крупного советско-западногерманского экономического соглашения, в соответствии с которым две монополистические фирмы, «Тиссен» и «Маннесман», поставят Советскому Союзу 1 миллион 200 тысяч тонн стальных труб для прокладки газопровода, который на протяжении более 20 лет ежегодно будет поставлять Федеративной Республике Германии 3 миллиарда кубических метров природного газа из Сибири. <...> перед новыми лидерами Бонна открываются возможности для всестороннего проникновения в ревизионистские страны Восточной Европы, им создаются условия выйти в тыл Германской Демократической Республике, чтобы постепенно поглотить и аннексировать ее. <...> Отказываясь от защиты Германской Демократической Республики, предавая ее высокие суверенные интересы, советские ревизионисты (другое дело, если они останутся на бобах) замышляют создание великой, дружественной им Германии, обширной нейтральной зоны, равноотстоящей от двух сверхдержав, что способствовало бы осуществлению империалистическо-ревизионистского плана мира в Европе и войны в Азии и на других континентах.
Наконец, в статье 15 мая 1970 г. Ходжа прогнозировал последствия для СССР:
...развивая свой торговый обмен с капиталистическими странами, Советский Союз продает им главным образом сырье — минералы, газ, нефть, древесину; этим он погашает также получаемые кредиты. Мировой капитал непосредственно влияет на структуру экономики Советского Союза, что неминуемо ведет к коренным изменениям в надстройке, не говоря уже о том, что Запад и другими путями прямо оказывает влияние на учреждения всех уровней советской надстройки.

### Современные оценки
Деятель РКСМ(б) Виктор Шапинов отмечал в 2007 году:
Брежневская бюрократия фактически предала солидарность с «третьим миром» и его нефтяной блокадой <...> С этого времени начинается интеграция в мировую капиталистическую систему Советского Союза и восточноевропейских соцстран, причем на невыгодном положении поставщиков сырья. Предпочтя не революционное решение проблемы — как вовне (поддержка революции в странах  капитализма), так и внутри (переход к коммунистическим отношениям), — а реформистское, руководство КПСС предопределило печальную судьбу социализма в СССР. <...> именно в 1960—1970-е годы Советское государство окончательно превращается из фактора мировой революции в помощника мировой контрреволюции, поддерживая ее экономически — включением социалистических экономик в капиталистическое мировое разделение труда (эта реинтеграция стала одним из факторов перехода от «социального государства» к неолиберализму, таким образом, Брежнев, как это ни парадоксально, может считаться одним из отцов «глобализации»), и политически — поддерживая и насаждая реформизм в коммунистических партиях.
Блогер Дм. Верхотуров комментирует так:
Брежнев и его приближенные попросту предали немецких коммунистов, за их спиной договорившись с ФРГ о продаже газа и связанных с этим вопросом политических уступках (не в пользу ГДР), ликвидировали главный политический аргумент в пользу существования ГДР, чем и заложили основу для будущего аншлюса ГДР к ФРГ (Горбачёв тут ничего сам не придумал, а довел до конца политику, заложенную Брежневым), и оставили хозяйство ГДР, испытывавшее сильный дефицит сырья, на голодном топливном пайке. Иными словами, сделка века - это был пролог к крушению ГДР, которой большая изобретательность Хонеккера и его товарищей не помогла.
Журналист Алексей Чичкин сокрушался:
Упомянутые контракт и соглашение резко усилили финансовую и технологическую зависимость СССР от Запада, особенно от ФРГ, и поставило развитие советской газовой отрасли, в том числе газопроводной сети, в зависимость от объемов западного импорта голубого топлива. <...> Поэтому неудивительно, что еще с конца 1970-х резко замедлились темпы газификации страны, да и по сей день Россия, мировой лидер по запасам газа, газифицирована, повторим, менее, чем наполовину…
По мнению историка Оскара Санчеса-Сибони «сделка свидетельствовала о начале заката Советского Союза, к концу 1980-х годов ставшего слишком зависимым от экспорта энергоресурсов, цены на которые стали слишком непредсказуемы для слабой сверхдержавы». 

Полковник КГБ Валентин Сидак сожалеет: 
Свою первую ведомственную награду за рубежом – Благодарность Председателя КГБ СССР – я получил именно «за активное участие в чекистских мероприятиях» по содействию успешному заключению контракта «газтрубы». Стыдно, конечно, до сих пор, что и я по мере своих сил и возможностей способствовал втягиванию СССР в эту нефтегазовую аферу, посадившую всю страну на сырьевую иглу на десятилетия вперед.
По мнению же Владимира Путина именно проект «газ-трубы» стал родоначальником всей советской газификации:
газовые проекты в Советском Союзе начались как экспортные проекты, в 60‑х годах, когда начали известный проект «газ в обмен на трубы». Федеративная Республика Германия поставляла нам трубы большого диаметра, а Советский Союз начал поставлять туда газ. Газовый проект начался как импортный, импортноориентированный.  Ну, естественно, он начинался – все эти газовые трубы шли через европейскую часть, и газификация в основном там и развивалась.
Экономист Михаил Корчемкин («East European Gas Analysis») опровергает слова Путина, называя их «фальсификацией истории газовой отрасли».

В феврале 2021 г. новый председатель ХДС Армин Лашет сказал 
На протяжении 50 лет, даже в самые острые периоды Холодной войны, Германия закупала газ у Советского Союза, а теперь у России. Немецкое правительство следует верному курсу.

7 сентября 2022 года Путин заявил: 
Получая природный газ из Российской Федерации на протяжении десятилетий, экономика ведущих европейских стран имела очевидные конкретные преимущества глобального характера.
Жозеп Боррель также признал, что благополучие ЕС базировалось на дешёвой энергии из России: 
Our prosperity has been based on cheap energy coming from Russia. Russian gas – cheap and supposedly affordable, secure, and stable.

Деловой журнал «Эксперт» в редакционной статье хвалил сделку: 
[В 1969 году] Западная Европа вышла на серию политических и экономических договоров с Москвой, бриллиантом которой стала «сделка века»: «газ — трубы». Европейцы наплевали на запреты Вашингтона и наконец начали поставлять СССР трубы большого диаметра в обмен на газ с месторождений Западной Сибири. Это сотрудничество заложило основу для десятилетий процветания европейской промышленности, выстроенной вокруг дешевых энергоносителей с востока. Советский Союз менее дальновидно распорядился полученными доходами, но в целом, кроме собственного руководства, предъявлять претензии некому.

Политолог Дмитрий Тренин констатировал в 2022 году: 
Эти [энергетические] связи, создававшиеся и пестовавшиеся российским руководством на протяжении пятидесяти лет, включая период холодной войны, считались гарантом устойчивости отношений между Россией и Европой... Многие в Москве рассчитывали на то, что российское энергетическое оружие – газовый вентиль – удержит Европу от разрыва с РФ. Этот расчёт также провалился.

## Контракт века в кино
Событиям холодной войны, связанным с заключением сделки века «газ-трубы», посвящены
- фильм «Ответная мера», 1974, Одесская киностудия. В главных ролях снялись актёры: Пётр Шелохонов, Наталья Фатеева, Леонид Каневский и др.
- фильм «Контракт века», 1985, киностудия Ленфильм. В главных ролях снялись актёры: Гостюхин, Караченцов, Гафт, Борисов, Яковлев и др.